# 摂津鉄道
摂津鉄道（）は、明治時代に存在した鉄道路線、およびその路線を運行していた鉄道会社。

## 概要
川辺馬車鉄道会社が1891年（明治24年）に開業した尼崎 - 伊丹間の馬車鉄道を、川西村（駅名は池田。現・川西池田駅近傍）まで延伸し、軽便鉄道化したものが摂津鉄道である。
1892年（明治25年）6月30日に尼崎 - 伊丹 - 池田間、および伊丹 - 生瀬間の営業を出願し、同年12月27日に認可を得ている。
当時の法律の制限があるため、川辺馬車鉄道の解散後、新会社を設立するという手順を踏んでいる。
1893年（明治26年）3月より伊丹駅 - 池田駅間の延伸工事を開始した。川辺馬車鉄道とは軌間が異なっていたため、尼ヶ崎駅 - 伊丹駅間の改軌工事も同時に行っている。同年10月28日より尼ヶ崎駅 - 賀茂（川西市）間で試運転を行い、同年12月12日に尼ヶ崎駅、長洲駅、伊丹駅、池田駅の4駅で開業。1894年（明治27年）3月に大物駅、塚口駅、伊丹南口駅も開業した。馬車鉄道時代の所要時間は尼ヶ崎駅 - 伊丹駅間で1時間を超えていたが、蒸気運転により、尼ヶ崎駅 - 長洲駅間は約9分、長洲駅 - 伊丹駅間は約18分に短縮した。
ただし、川辺馬車鉄道では許されていた平面交差は認められず、汽車が官線（東海道本線）をまたぐことは許可されなかった。このため、長洲駅を官線の北側と南側の2か所に分け、列車は折り返し、乗客は歩いて乗り替えを行うこととなった。興味深いことに貨物（貨車）のみ人力で押しての通過は認められていた。
長洲駅において官設鉄道により南北に分断されたことで、摂津鉄道は尼崎 - 伊丹・池田を結ぶよりも、尼崎・伊丹・池田を官線の神崎駅経由で大阪・神戸に結ぶ鉄道としての性格を強めた。また、官線への乗り換えを考慮し、神崎駅の官線列車発着時間に合わせたダイヤグラムが組まれており、
摂津鉄道各駅から官線への直通切符も発行されていた。
摂津鉄道が運行されていた当時、日本海側の重要な軍港であった舞鶴への鉄道敷設計画がさかんに立てられており（京都鉄道、阪鶴鉄道、摂丹鉄道など）、摂津鉄道もそれらの中に組み込まれていく運命にあった。最終的に1897年（明治30年）2月、大阪から舞鶴までの鉄道を計画していた阪鶴鉄道会社に路線を売却して解散した。

## 路線データ

### 開業区間
| 「池田尼ヶ崎間軽便鉄道」と記された摂津鉄道の時刻表（明治27年4月16日改正版）。ただし塚口駅がない。 |  | 路線図 |
| 「池田尼ヶ崎間軽便鉄道」と記された摂津鉄道の時刻表（明治27年4月16日改正版）。ただし塚口駅がない。 |  | 路線図 |

- 路線距離：約13.6km
- 軌間：2フィート6インチ（762mm）[12]
- 停車場（当時の鉄道では駅でなく停車場の名称が一般的）：7
  - 尼ヶ崎（旧国鉄尼崎港駅）
  - 大物（阪神大物駅付近）
  - 長洲（旧国鉄神崎駅・現JR尼崎駅の西およそ300m）
  - 塚口
  - 伊丹南口（現猪名寺駅の北およそ800m）
  - 伊丹
  - 池田（川西市小戸、呉服橋西詰）
- 所要時間[11]
  - 尼ヶ崎駅（尼崎港駅）－長洲駅間：約9分
  - 長洲駅－伊丹駅間：約18分
  - 伊丹駅－池田駅間：約16分
- 乗客数：長洲駅、1895年（明治28年）259,619人、平均711人／日[13]
- 列車本数[11]
  - 尼ヶ崎駅（尼崎港駅）－長洲駅間：1日14往復。尼ヶ崎始発6：49、最終発21：39。長洲始発7：12、最終発22：02。
  - 長洲駅－池田駅間：1日11往復。長洲始発7：54、最終発22：06。池田始発6：08、最終発23：02。
- 運賃（下等）[11]
  - 尼ヶ崎駅発：長洲駅まで2銭、伊丹南口駅まで6銭、池田駅まで10銭
  - 池田駅発：伊丹南口駅まで4銭、長洲駅まで8銭、尼ヶ崎駅まで10銭

### 未成・予定区間
- 伊丹－小浜（宝塚市）－生瀬（西宮市）
川辺馬車鉄道が認可を得ていた伊丹－大鹿－小浜－川面（宝塚市）間の計画が基になっている。1892年（明治25年）に改めて認可を得ており、用地買収も着手していた[14]がはかどらず、1895年（明治28年）4月に断念した[15]。宝塚、生瀬への延伸構想は阪鶴鉄道に受け継がれ、ルートを川西経由に変更して実現している。
- 尼崎－西成郡安井（大阪市福島区）
1894年（明治27年）1月に12.8kmの路線延長を出願したが、同年7月に却下された[14]。
- 池田－八木（京都府南丹市）
摂丹鉄道の名前で、池田駅から北に延伸し、京都－舞鶴間に建設予定の鉄道路線（京鶴線）に接続する計画。1893年（明治26年）に出願した[14]が、1895年（明治28年）10月に却下された。1896年（明治29年）9月に再出願したが、1897年（明治30年）5月に却下された[16]。

## 輸送・収支実績
| 年度 | 乗客（人） | 貨物量（トン） | 営業収入（円） | 営業費（円） | 益金（円） |
| ---- | ---------- | -------------- | -------------- | ------------ | ---------- |
| 1893 | 142,417    | 3,046          | 1,561          | 888          | 673        |
| 1894 | 580,048    | 16,312         | 29,464         | 16,296       | 13,168     |
| 1895 | 665,077    | 16,987         | 36,568         | 19,206       | 17,362     |
| 1896 | 747,165    | 18,436         | 39,156         | 22,805       | 16,351     |

- 「官私設鉄道営業収支累年表」、「官私設鉄道運輸延哩程累年表」『鉄道局年報. 明治38年度』（国立国会図書館デジタルコレクション）

## 車両
阪鶴鉄道に買収された後も、改軌完了まで使用された。

### 蒸気機関車
スイスSLM社製ウェルタンク機関車 - 車軸配置0-6-0 (C)。
4両 (1 - 4) を購入。うち2両 (3, 4) が関西採炭に譲渡、そのうちの1両 (4) は佐世保鉄道に売却され、後に国鉄ケ215形蒸気機関車となった。

### 客車
20両購入。1編成につき4両を連結していた。上等車・中等車・下等車の3種があり、下等車の定員は1両24人。
伊予鉄道に1899年（明治32年）三等客車2両、三等緩急混合車2両、1900年（明治33年）に一等客車4両、三等客車6両、三等緩急混合車4両計18両を売却。

### 貨車
20両購入 。